# Lengyel-Kultur

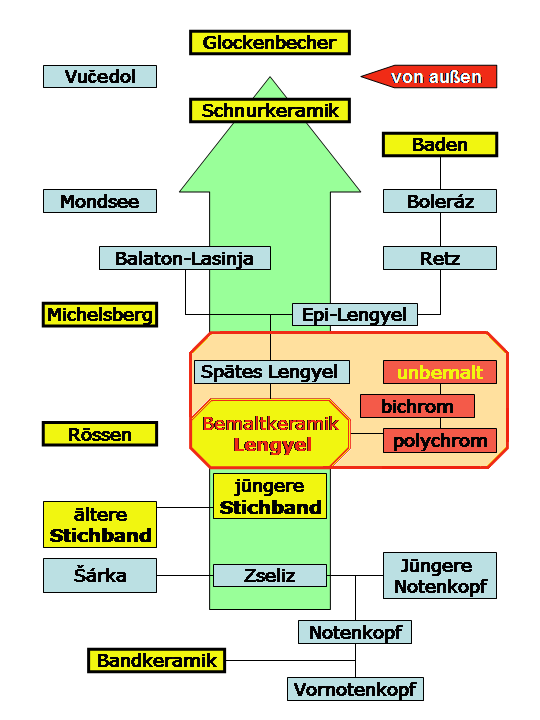
Lengyel und das Umfeld

Die dreiphasige Lengyel-Kultur, in Österreich auch Mährisch Bemaltkeramische Kultur (MBK) genannt, ist eine jungsteinzeitliche Kultur, die primär in der Südwestslowakei und in West-Ungarn, aber auch in Ostösterreich, Mähren und Kroatien beheimatet ist und sich später sowohl nach Polen als auch Bayern (Münchshöfen) und Sachsen-Anhalt (Goseck) ausbreitete. Der Name der Kultur wurde Anfang der 1920er Jahre von Oswald Menghin eingeführt. Ihr namensgebender Fundort Lengyel (Ungarisch: für 'Polen, Polnische, polnisch') liegt in Zentral-Ungarn im Komitat Tolna, wo zwischen 1882 und 1888 etwa 90 Gräber untersucht wurden.

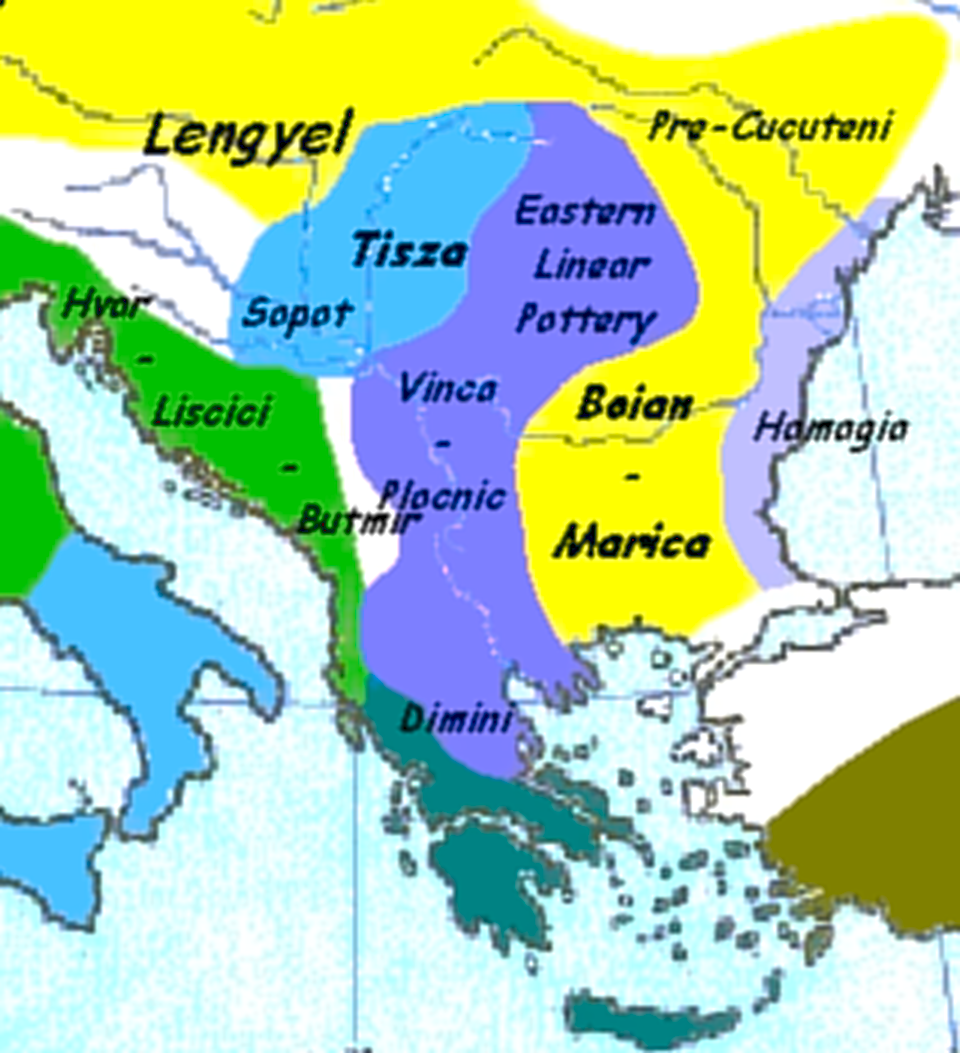
Kulturen des späten Neolithikums auf dem Balkan

## Entwicklung

Bildende Kunst
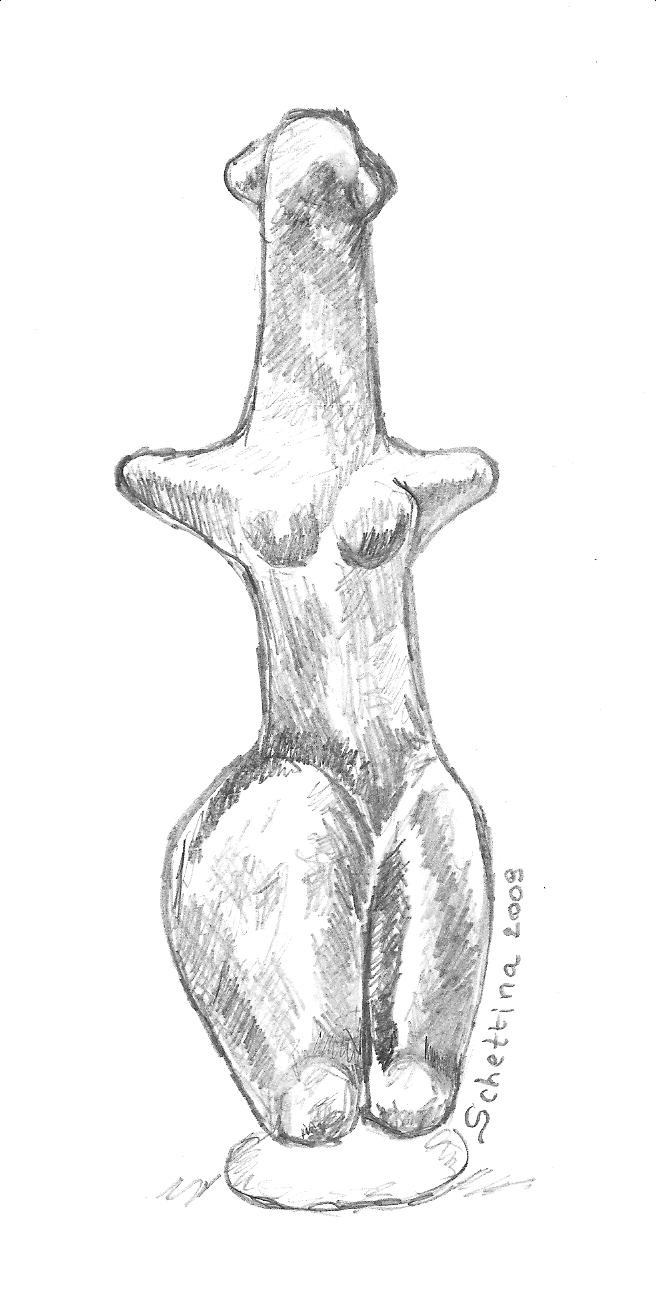
Venus von Langenzersdorf
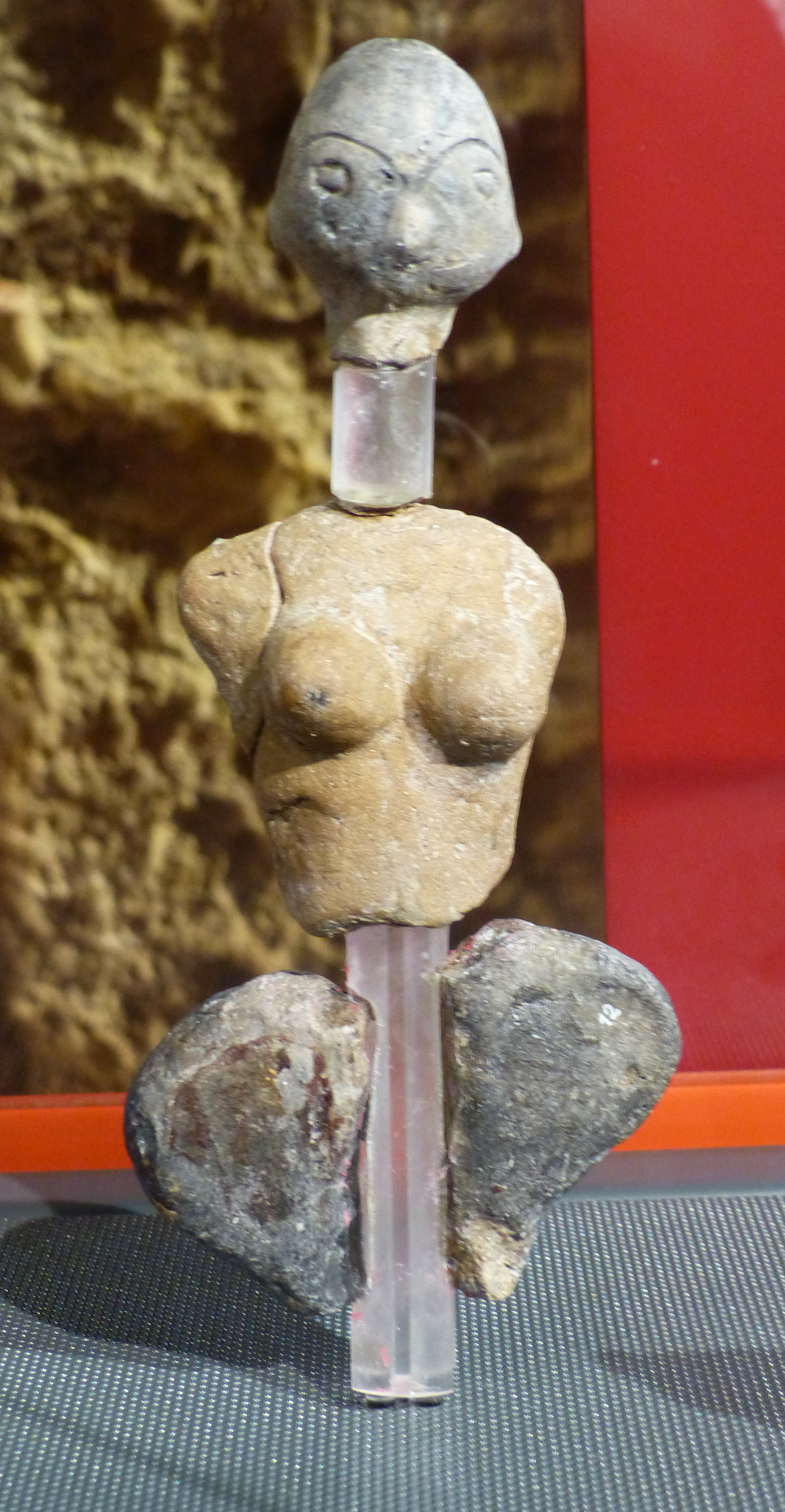
Venus von Unterpullendorf
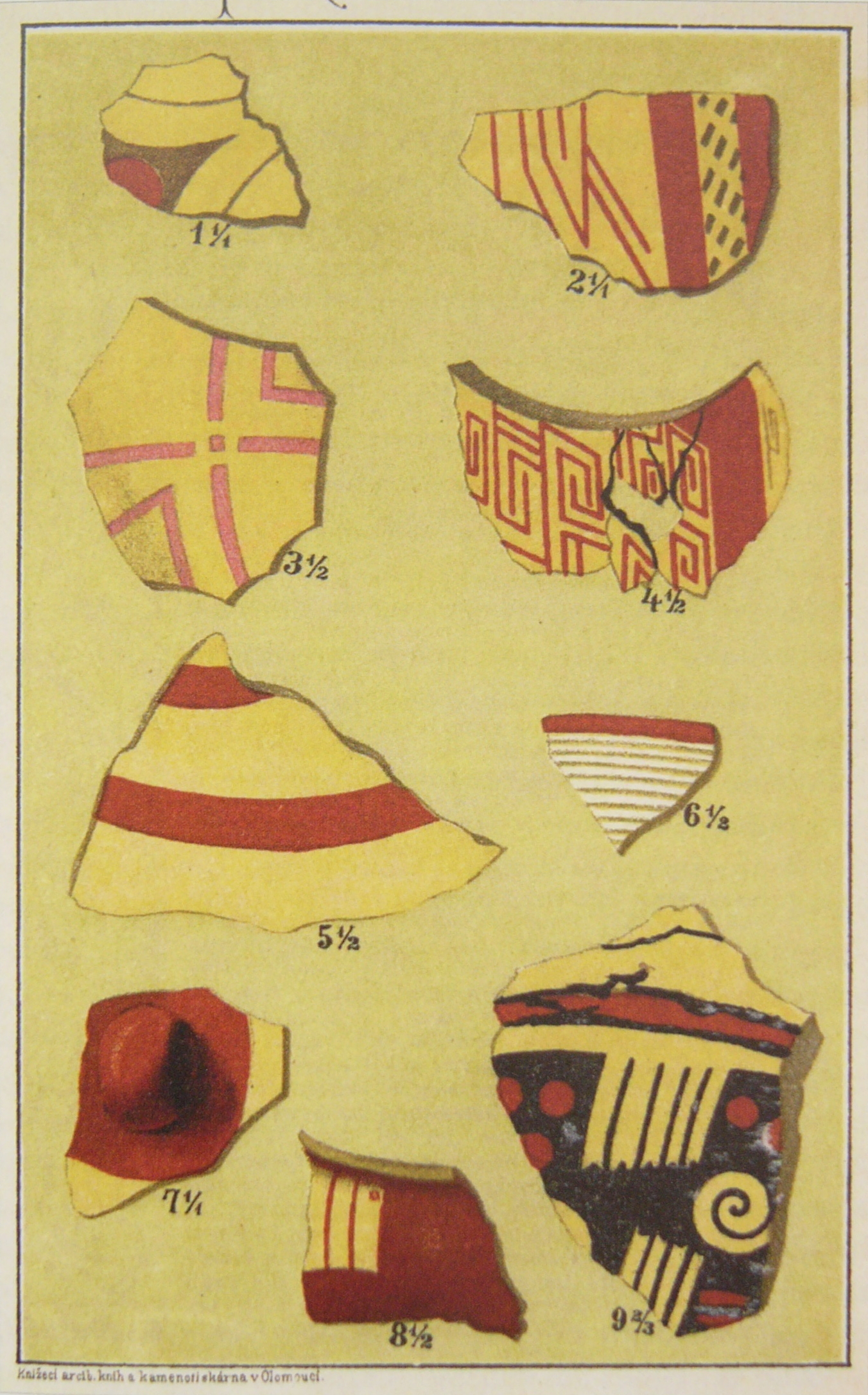
Mährische Bemaltkeramik (Westlicher Lengyel-Kreis)

Die Lengyel-Kultur folgte ab 5000 v. Chr. der Linearbandkeramik. Parallelkulturen sind nördlich die Stichbandkeramik, nordwestlich u. a. die Rössener Kultur. Die Lengyel-Kultur ist ein Komplex, der andere architektonische, technische und künstlerische Traditionen hervorbringt. Die Siedlungen sind von breiten Spitzgräben umgeben. Die Keramik weist Ähnlichkeit mit derjenigen der Danilo- und Butmir-Kultur auf. Ihre Entstehung im Kerngebiet der Starčevo-Kultur in Slawonien, Srem (Sirmien) und Südungarn ist auf verstärkten Austausch mit dem Westen, mit Bosnien und Dalmatien an der Adriaküste, zurückzuführen. Vom frühen 5. Jahrtausend an prägte die Bevölkerung westlich und nördlich der mittleren Donau einen eigenen Kunststil. Die Keramikphasen der Lengyel-Kultur werden unterteilt in:
- polychrom
- bichrom
- unbemalt

Diese Kultur setzt die für danubische Kulturen übliche Herstellung von Figurinen fort und erreicht dabei eine besondere Vielfalt.

Geräte
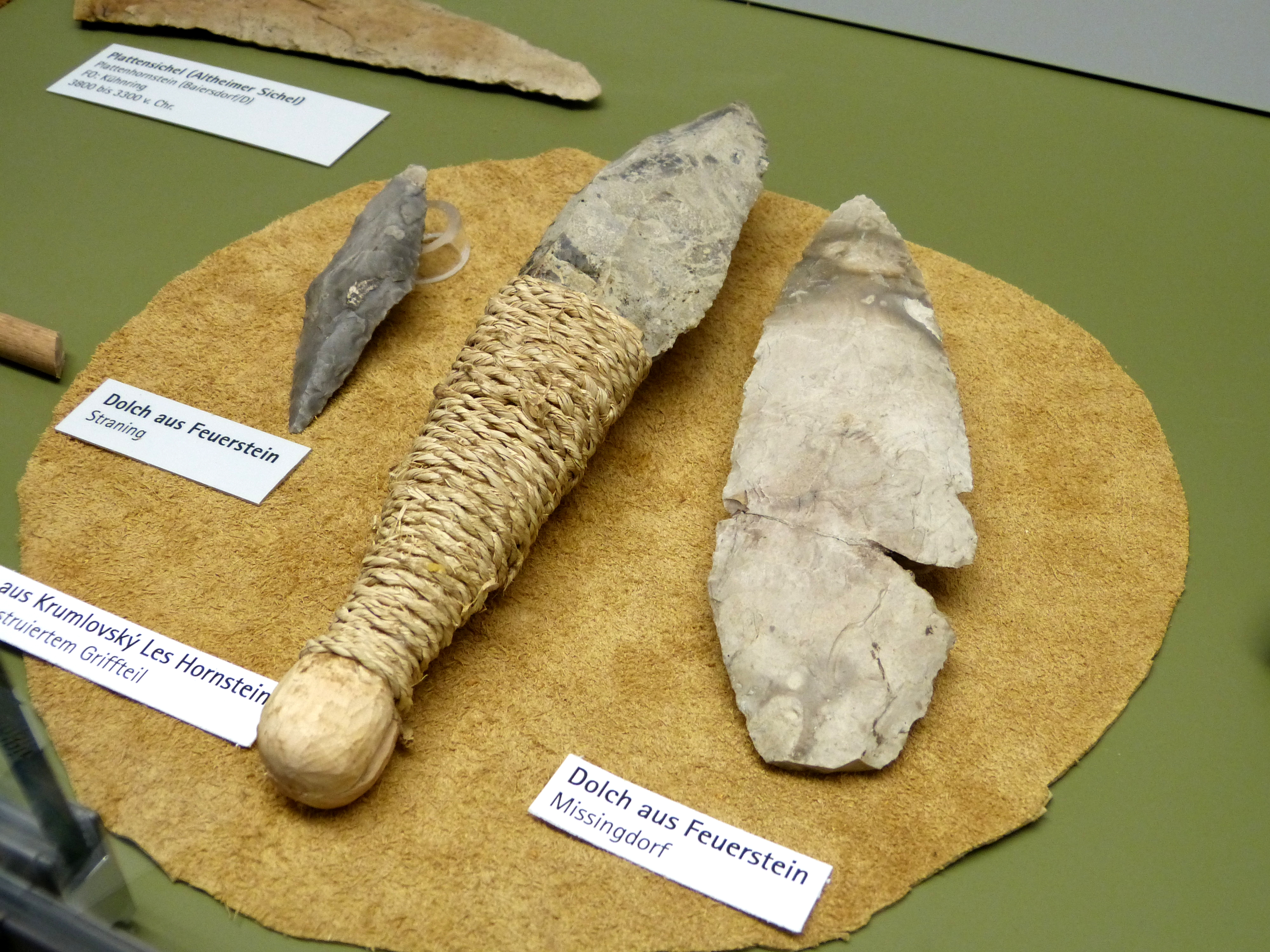
Dolche und Schneidewerkzeuge der Kulturen aus Pulkau (Niederösterreich), Krahuletz-Museum in Eggenburg
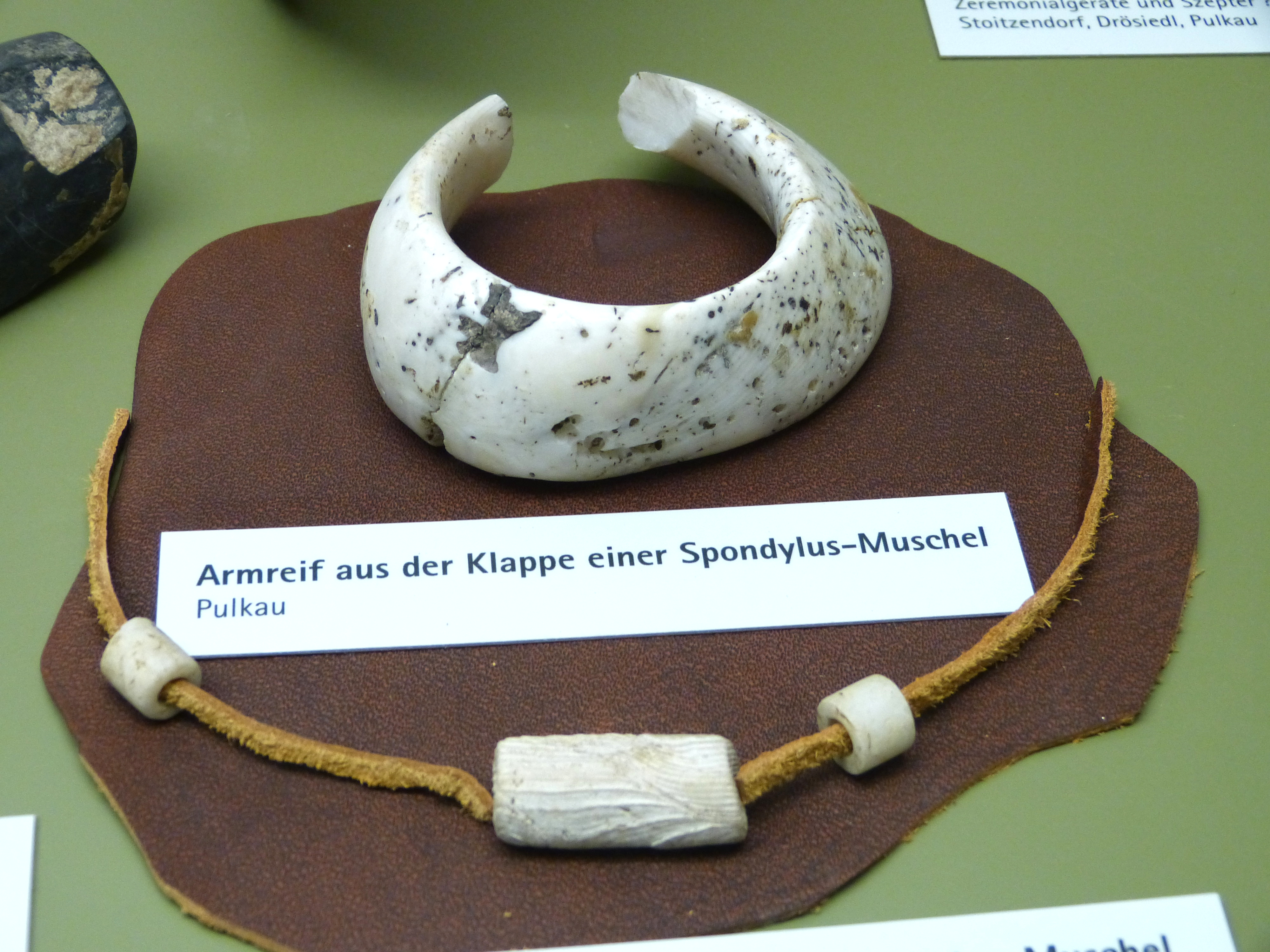
Armband aus Spondylus-Muschel, aus Pulkau, Krahuletz-Museum in Eggenburg (Niederösterreich)

In West-Ungarn folgt ihr der Balaton-Komplex, in Schlesien, Böhmen und Mähren die Jordansmühler oder Jordanów-Kultur.

## Funde
Fundplätze der Kultur in Ungarn sind neben dem eponymen Ort auch Alsónyék-Bátaszék (das größte Gräberfeld), Aszód und Zengővárkony. In der Slowakei Lužianky, Gräberfeld von Výčapy-Opatovce (Epilengyel) und Svodín. In Tschechien ist die Kultur im Süden und Osten Mährens in Form der Mährischen Bemaltkeramik (moravská malovaná keramika) vertreten u. a. in Kramolin, Jezeřany-Maršovice und auf dem Gräberfeld von Olomouc (Epilengyel). In Polen gab der Ort Brześć Kujawski (Brest in Kujawien) einer Gruppe der Kultur seinen Namen.
In Ostösterreich zählt Langenzersdorf zu den Fundorten. Die Venus von Langenzersdorf ist eine unbemalte Figurine, die 1955–1956 im Ortsteil Burleiten (Grabung Ladenbauer-Orel) gefunden wurde. Die Venus von Langenzersdorf war Österreichs Beitrag zur Weltausstellung in Brüssel im Jahr 1958. Weiter wurde bei der Grabung auf der Flur Burleiten diverses Siedlungsinventar gefunden, darunter bemalte Keramik, Steinwerkzeuge, Obsidianklingen sowie Knochen von Haustieren. In Bernhardsthal konnte ein Hundeopfer nachgewiesen werden.
1979 konnte in Friebritz im niederösterreichischen Weinviertel eine doppelte Kreisgrabenanlage freigelegt werden. Nahe Münchendorf konnte bei den Drei Mahden im Jahr 1995 ein Haus freigelegt werden.
Die Venus von Falkenstein ist eine bemalte, 13 cm hohe Statuette der Lengyel-Kultur und stammt in etwa aus der Zeit von 4.500 vor unserer Zeitrechnung. Auf der Plastik, die im Schanzboden bei der Burg Falkenstein gefunden wurde, sind sowohl eine gelbe Bemalung der Haut als auch eine Schürze, Behaarung, ein Gürtel sowie ein Anhänger unter der Brust zu erkennen. Der Kopf ist abstrahiert und sitzt auf einem überlangen Hals. Seit dem 29. September 2009 ist die Venusfigurine im Museum für Urgeschichte des Landes Niederösterreich in Schloss Asparn zu sehen. Zwei nahezu identische Figuren gibt es vom Fundplatz Střelice u Jevišovic in Südmähren.

## Populationsgenetik
Lipson et al. (2017) und Narasimshan et al. (2019) fanden in neun Skeletten der Lengyelkultur die Y-Haplogruppen H, H1b1, I-M170, I2-M438, G2a2a1(M201), J2a(M172), C(M130) und E1b1b1a1b1(V68), sowie verschiedene Untergruppen der mt-Haplogruppen U, N, T, H, J, W.